# منتخب هولندا تحت 17 سنة لكرة القدم
منتخب هولندا تحت 17 سنة لكرة القدم (بالهولندية: Nederlands voetbalelftal onder 17)‏ هو ممثل هولندا الرسمي في المنافسات الدولية في كرة القدم في فئة كرة قدم تحت 17 سنة للرجال.